# André Breitenreiter
André Breitenreiter (Langenhagen, 2 oktober 1973) is een Duits hoofdcoach en voormalig voetballer. Hij trad in de zomer van 2021 in dienst van FC Zürich als trainer.

## Spelerscarrière
Breitenreiter speelde in de jeugd bij drie clubs uit Hannover: Hannoverscher SC, Borussia Hannover en Hannover 96. Later maakte hij ook zijn debuut in de hoofdmacht bij Hannover 96. Hij vertrok in 1994 naar Hamburger SV. Daarna volgde nog een grote Duitse club (VfL Wolfsburg). Hierna speelde hij voor laagvliegers SpVgg Unterhaching, SC Langenhagen, KSV Hessen Kassel, Holstein Kiel, BV Cloppenburg en TSV Havelse.

## Trainerscarrière
Breitenreiter begon zijn loopbaan in 2009 als scout bij 1. FC Kaiserslautern. Op 3 januari 2011 begon hij als hoofdcoach bij TSV Havelse dat uitkwam in de Regionalliga Nord, de club waar hij zijn spelersloopbaan afsloot. Op 15 mei 2013 werd Breitenreiter hoofdcoach bij SC Paderborn 07 in de 2. Bundesliga. Met Paderborn promoveerde hij in het seizoen 2014/15 naar de Bundesliga nadat ze als tweede waren geëindigd in de 2. Bundesliga achter 1. FC Köln. Na vier wedstrijden in het nieuwe Bundesliga-seizoen stond Paderborn zelfs ongeslagen bovenaan. Aan het eind van het seizoen eindigde Paderborn echter helemaal onderaan en degradeerde weer naar de 2. Bundesliga. Op 12 juni 2015 werd hij aangesteld als nieuwe hoofdtrainer van FC Schalke 04. Ook de Belgische bondscoach Marc Wilmots was in beeld om Roberto Di Matteo op te volgen. Het dienstverband bleef beperkt tot één seizoen. In 2017 ging Breitenreiter aan de slag als coach van Hannover 96, waar hij in januari 2019 wegens tegenvallende resultaten op straat werd gezet. In de zomer van 2021 keerde Breitenreiter terug in het trainersvak, toen hij een tweejarig contract bij het Zwitserse FC Zürich tekende. In zijn eerste seizoen werd de club onder zijn leiding kampioen van Zwitserland.

## Erelijst

### Als speler
Hannover 96
- DFB-Pokal

1991/92

### Als trainer
FC Zürich
- Super League

2021/22